# Politique en Iran
La politique en Iran se déroule dans le cadre d'une république théocratique islamique. Selon la constitution de 1979, promulguée en 1978 par l'ayatollah Khomeini, toutes les institutions et les activités de l'Iran sont fondées sur les principes de la loi coranique et de la théorie du velayat-e faqih (« la tutelle du docteur de la loi religieuse »).

## Organisation constitutionnelle
À la tête du pays se trouve le « Guide suprême » (Rahbar), autorité religieuse dominante, qui est élu ou/et révoqué par l'Assemblée des experts, composée de 86 membres religieux élus pour 8 ans au suffrage universel direct. Sous sa responsabilité, le pouvoir exécutif est détenu par le président de la République, chef du gouvernement, qui dispose d'un cabinet composé de 20 ministres.
Le pouvoir législatif appartient à un parlement de 290 députés élus tous les 4 ans au suffrage universel supervisé par un « Conseil des gardiens de la Constitution », actuellement présidé par Ahmad Jannati, qui approuve ou s'oppose aux résolutions de l'assemblée.
Il existe également un Conseil de discernement de l'intérêt supérieur du régime, composé des chefs des trois pouvoirs, des six clercs du Conseil des Gardiens et de 25 membres désignés par le Guide suprême, à la tête duquel se trouve actuellement Sadeq Larijani, nommé pour cinq ans en décembre 2018. Le Conseil de Discernement est chargé de ratifier, lors d'une opposition irrévocable du Conseil des Gardiens au Parlement, l'application des lois qu'il juge indispensables, et dorénavant, d'assister le Guide pour la gestion du pays.
Les institutions iraniennes, et notamment l'important pouvoir du clergé, en font un régime semi-démocratique et souvent autoritaire. Ainsi, même si la majorité du gouvernement est élue par le peuple iranien au suffrage universel, directement ou indirectement, le conseil des gardiens (élu indirectement) peut opposer son véto à toute candidature aux élections. La majorité du peuple iranien serait insatisfaite du régime. Amnesty International classe l'Iran dans les deux pays avec le plus fort taux d'exécution (avec la Chine). La torture et le viol par les gardiens de la révolution arriveraient très régulièrement. Amnesty International affirme aussi qu'il n'existe pas de liberté d'expression,,.

## Système institutionnel
Le système institutionnel iranien, tel qu'il fonctionne aujourd'hui, présente l'originalité de faire cohabiter deux légitimités. Une légitimité démocratique et politique, d'une part, issue du suffrage populaire et une légitimité religieuse, d'autre part, incarnée en priorité par le Guide de la Révolution.

### Le Guide de la Révolution
Le Guide de la Révolution est le Chef de l'État, premier personnage du régime. Désigné par l'Assemblée des experts pour une durée indéterminée (potentiellement à vie). Il est égal aux autres citoyens devant la loi. Il peut être l'objet d'une procédure de destitution par l'Assemblée des experts, si celle-ci estime qu'il n'est plus apte à remplir ses fonctions. Dans ce cas et en attendant la présentation d'un nouveau guide par l'Assemblée des experts, un conseil composé du président de la République, du chef du pouvoir judiciaire et d'un des jurisconsultes religieux du Conseil des gardiens, assume provisoirement toutes les attributions du Guide.
Si l'on cherche une analogie avec les républiques occidentales, le Guide de la Révolution serait donc comparable au président de la République dans un régime présidentiel très fort.

### Le président de la République
Le président de la République est élu pour sa part au suffrage universel direct, pour un mandat de quatre ans, renouvelable une fois. Le premier titulaire est Abolhassan Bani Sadr. Le président de la république islamique d'Iran est le chef du gouvernement d'Iran. 
Pour être accepté par le Conseil des gardiens de la Constitution, toute candidature à la présidence de la République doit réunir les conditions suivantes :
- être une personnalité religieuse ou politique reconnue ;
- être d'origine ou de nationalité iranienne ;
- avoir de bons antécédents ;
- être honnête, vertueux et dévoué à l'islam et au régime de la République islamique.

Le Conseil des gardiens doit valider l'élection du président et celle-ci doit être ratifiée par le Guide. Le président préside le conseil des ministres, mais chacun d'eux doit recevoir l'approbation du Parlement, qui peut les démettre, individuellement ou collectivement.
Le président peut par ailleurs faire l'objet d'un vote de défiance du Parlement, qui doit être ratifié par le Guide, mais le président ne dispose pas du droit de dissolution et ne dispose d'aucun moyen pour imposer une politique au Majlis. Loin de ressembler à l'institution française comparable, le président est davantage dans la position d'un Premier ministre, fragilisé à l'égard du Guide et du Parlement, et subordonné à eux.

### Les structures islamiques d'encadrement institutionnel

#### Le Conseil des gardiens de la Constitution
Cette institution correspond, peu ou prou, au Conseil constitutionnel français :
Composée de douze membres désignés pour six ans, six religieux (clercs) nommés par le Guide et six juristes élus par le Majlis sur proposition du pouvoir judiciaire (dépendant du guide), sa principale fonction est de veiller à la compatibilité des lois à la Constitution et à l'islam. Ce dernier aspect -compatibilité avec l'Islam- est exclusivement assuré par les six membres religieux, l'autre étant exercé par les douze membres collégialement. Toutes les lois votées par l'Assemblée doivent obtenir l'approbation du Conseil des gardiens. Toutefois, si ce dernier conclut à une incompatibilité (avec l'islam ou avec la Constitution), il ne peut, de lui-même, procéder à une annulation : il revient à une autre instance, le Conseil de discernement de l'intérêt supérieur du régime, d'arbitrer le différend.
C'est enfin au Conseil des gardiens qu'il revient de se prononcer sur les candidatures aux élections présidentielles, législatives, ou à l'assemblée des experts, sur une base essentiellement idéologique.

#### Le Conseil de discernement de l'intérêt supérieur du régime
Cette institution est créée en 1988, par décret de l'imam Khomeini, pour arbitrer les litiges apparus entre le Majlis et le Conseil des gardiens. Il est composé de membres de droit et de membres nommés par le Guide. Il comprend notamment les six membres religieux du Conseil des gardiens, les chefs des pouvoirs législatif, judiciaire et exécutif (le Président de la République), du ministre concerné par la question à l'ordre du jour auxquels s'ajoute une dizaine d'autres personnalités. Sa fonction originelle s'est cependant peu à peu élargie et le Conseil de discernement, en cas de circonstances exceptionnelles, s'est reconnu le droit d'ajouter des clauses à une législation contestée entre le Conseil des gardiens et le Majlis. Ainsi dispose-t-il également, depuis la période de guerre Iran-Irak, du droit d'édicter «  des solutions pour les difficultés insurmontables du régime ». Cette disposition donne ainsi une sorte de compétence législative extraordinaire à un organe qui n'en est pas légitimement ou légalement investi et qui, de par sa procédure de nomination, reflète de façon prééminente, la faction idéologique liée au Guide de la Révolution-Chef de l'État, au détriment, dans la configuration politique actuelle, de celle représentée par le Président de la République ou par la nouvelle majorité parlementaire.

#### L'Assemblée des experts
Elle se compose de près de 80 membres élus pour 8 ans au suffrage universel direct, et a pour rôle d'élire ou révoquer le Guide de la Révolution. L'élection de cette Assemblée rencontre généralement un fort taux d'abstention, sans comparaison avec les autres consultations électorales.

#### Le Madjles (parlement)
Dans le cadre d'un parlement monocaméral, les 290 députés de la Madjles sont élus pour quatre ans au suffrage universel direct.
Cinq sièges réservés ont vocation à représenter les minorités confessionnelles reconnues par le régime : zoroastriens, juifs et chrétiens (majoritairement arméniens). Comme le parlement dans un régime parlementaire, il dispose du pouvoir de voter la loi, d'approuver ou de renverser l'exécutif, y compris le Président : si un tiers des députés met en cause le Président de la République, ce dernier est alors contraint de s'expliquer devant l'Assemblée dans un délai d'un mois. Si deux tiers des députés lui refusent leur confiance, le Guide de la Révolution en est informé pour prendre, éventuellement, la décision de le destituer.
Ce pouvoir législatif s'exerce cependant sous la surveillance du Conseil des gardiens et in fine du Conseil de discernement de l'intérêt supérieur du régime, lequel peut s'octroyer des pouvoirs législatifs en cas de circonstances exceptionnelles.
(extrait du rapport du Sénat 2000)

## Le gouvernement iranien
- Président de la République, Président du Conseil : Massoud Pezechkian (depuis juillet 2024)

### Vice-présidents de la République
- Premier vice-président : Mohammad-Reza Aref

## Politique de la république islamique d'Iran

### Politique intérieure
L'État iranien, à part ces structures institutionnelles, possède d'autres particularités sur le plan politique. Il existe en effet des structures de dédoublement de l'appareil d'État. Ces structures, appelées structures révolutionnaires (nahadha ye enqelāb), dépendent directement du guide de la révolution et prennent en charge des activités généralement sous le contrôle du gouvernement. L'Armée iranienne est ainsi doublée par les Gardiens de la révolution et les tribunaux par des tribunaux révolutionnaires. Dans chaque ministère et chaque province est nommé un représentant du guide.
La politique est réservée aux factions islamistes, puisque tous les autres partis traditionnels sont interdits. Il existe, grosso modo, deux tendances chez les islamistes : conservateurs et réformateurs. Tous deux se prononcent en faveur de la République islamiste, mais ne sont pas d'accord sur l'étendue des libertés politiques, civiles et religieuses. Les conservateurs s'opposent à tout changement, et sont pour la ligne dure en vigueur aux débuts de la révolution. Les réformateurs sont pour une certaine libéralisation politique. Certains, aujourd'hui considérés comme réformateurs, tels l'ayatollah Youssef Saanei, qui présida au début des années 1980 le Conseil des gardiens de la Constitution, affirment que le régime s'est durci ; Saanei se prononce en faveur de la liberté d'expression et affirme qu'il ne peut exister de croissance économique sans libertés politiques, notamment afin de dénoncer la corruption. L'élection de Mohammad Khatami, un réformateur, en 1997, a montré la volonté de changement des Iraniens. Néanmoins, les difficultés créées par les conservateurs pour faire valider les lois des réformateurs ont empêché le moindre changement et ont permis aux conservateurs de revenir sur la scène politique. La perte de crédibilité a entraîné un fort taux d'abstention aux élections municipales en 2003 , le retour de députés conservateurs au Majles en 2004, jusqu'à l'élection de Mahmoud Ahmadinejad en juin 2005.
Les catégories de la population les plus sensibles pour les autorités politiques de la république d'Iran sont les jeunes, les femmes et les intellectuels. 
La jeunesse iranienne vit une crise causée par les contraintes morales, le manque de perspectives d'avenir et le chômage. Les jeunes n'abandonnent pas pour autant leur quête de liberté sociale : liberté de choix vestimentaires, de rencontre entre sexes opposés dans les lieux publics, d'accès à la production culturelle et artistique du monde entier. 
Les revendications ayant trait à la condition de la femme en Iran n'ont rien perdu de leur vigueur. Bien que leur statut juridique soit inférieur, comme le montrent notamment  l'obligation du port du voile et les mesures relatives à la mixité, les femmes participent à tous les aspects de la vie politique, sociale, économique, scientifique et artistique. Il existe aujourd'hui deux mouvements féministes en Iran : un courant féministe islamiste, se réclamant des valeurs religieuses et de la tradition, et un autre se réclamant de la laïcité. La campagne Un million de signatures pour l'égalité des droits entre hommes et femmes rassemble toute personne le souhaitant, quelle que soit sa position.
Les intellectuels (roshanfekran) sont eux aussi «divisés» en religieux et laïques, quoique même une série d'intellectuels religieux prônent la distinction du religieux et du politique et critiquent la théocratie et le principe du velâyat-e faqih . Ils ont changé leur vision entre les débuts de la république islamique et aujourd'hui, un quart de siècle après. Abdolkarim Soroush, un philosophe iranien tout d'abord partisan de la révolution, est aujourd'hui considéré comme un degarandishan (« ceux qui pensent autrement ») ; il a développé une approche critique de l'islam politique, distinguant une version de la religion qui n'a son mot à dire que dans la sphère du sacré et une autre qui aurait son mot à dire sur tout, y compris la vie sociale et politique.  De nombreux intellectuels (Mohammad Mojtahed Shabestari, Mohsen Kadivar, ce dernier étant en exil depuis 2007, Hasan Yousefi Eshkevari (en), exilé depuis le soulèvement de 2009, etc.) pensent de manière similaire à Soroush et sont opposés à l'imbrication du politique et du religieux et au velâyat-e faqih. Les laïcs, bien que soumis à l'intimidation (il n'est pas rare d'être arrêté, interrogé et enfermé quelques jours en prison[réf. nécessaire]) sont toujours actifs. Des débats réguliers ont lieu sur l'ouverture du système politique, le rôle de la société civile, la démocratie, l'espace public, etc.
Les jeunes, les femmes, les intellectuels et les classes moyennes forment une société civile qui n'est pas dotée de structures d'encadrement, car l'appareil d'État a infiltré les institutions civiles. Des groupes existent néanmoins en dehors du contrôle de l'état, qui permettent d'organiser des manifestations, signer des pétitions,. Des contacts ont aussi lieu avec la diaspora iranienne et l'extérieur du pays pour informer sur la situation nationale et internationale.

### Politique internationale
En Iran, le régime révolutionnaire mis en place par l'ayatollah Khomeini a amorcé des changements radicaux dans la politique étrangère qui était menée par le Shah, particulièrement en inversant l'orientation du pays vis-à-vis de l'Occident. Après l'idéalisme post-révolutionnaire initial, une politique étrangère dure et la guerre Iran-Irak, le pays a engagé une politique étrangère plus rationnelle, basée sur des objectifs économiques. Cependant, celle-ci est occasionnellement occultée par la rhétorique idéologique.

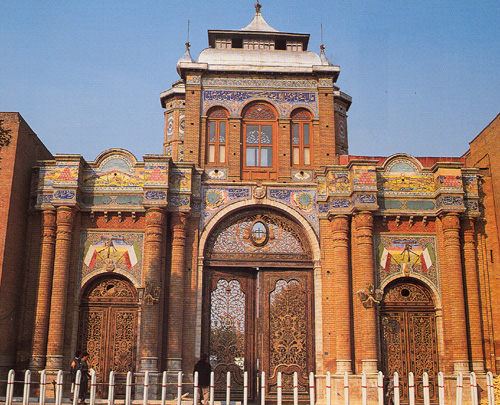
Darvāzeh-ye Bāgh-e Melli : les portes principales du ministère des Affaires étrangères à Téhéran.

Dans les années récentes, l'Iran a fait de grands efforts pour améliorer ses relations avec ses voisins, particulièrement avec l'Arabie saoudite. Les buts régionaux de l'Iran sont d'essayer de ne pas être dominé en établissant leur rôle de leader dans la région, de circonscrire l'influence américaine et des autres puissances extérieures et de construire des relations commerciales de qualité. En termes généraux, la politique étrangère de l'Iran se base sur trois idées principales :
1. Elle prend position contre les États-Unis et Israël : le premier en tant que puissance militaire qui la menace dans le golfe Persique et le second comme partie intégrante de la propagande islamique post-révolution.
Voir aussi : Relations Iran-États-Unis et Relations Iran-Israël
2. Elle veut éliminer l'influence extérieure dans la région. L'Iran se voit comme une puissance régionale, alors que des puissances mondiales telles que les États-Unis ou la Grande-Bretagne ne le souhaitent pas. Elle cherche donc à réduire leur présence dans le golfe Persique autant que possible.
Voir aussi : Relations franco-iraniennes et Relations Iran-Allemagne
3. Elle développe fortement les contacts diplomatiques avec les autres pays en voie de développement dans un effort pour construire des relations commerciales et des appuis politiques, maintenant que le pays a perdu son soutien américain d'avant la révolution.
Voir aussi : Relations Iran-Inde, Relations Iran-Chine et Relations Iran-Russie

Malgré ses lignes directrices, les relations bilatérales sont fréquemment confuses et contradictoires, à cause de l'oscillation permanente de l'Iran entre des aspects pragmatiques et idéologiques.
Le pays envisagerait d'entrer dans l'Association sud-asiatique pour la coopération régionale.

#### Exportation de la révolution
Le concept de l'exportation de la révolution islamique dérive d'une façon particulière de voir le monde. Cette vue perçoit la révolution islamique comme la façon pour les musulmans et les non-musulmans de se libérer eux-mêmes de l'oppression des tyrans qui servent les intérêts de l'impérialisme international.
Il existe plusieurs courants de pensée quant aux moyens à mettre en œuvre pour exporter la révolution islamique. En général, ceux qui sont pour l'exportation de la révolution seulement à travers l'éducation et l'exemple ont dominé le ministère des Affaires étrangères, alors que ceux en faveur d'une assistance active aux groupes révolutionnaires n'ont pas servi à de tels postes. Néanmoins, parce que ces soutiens à l'approche activiste sont aussi des dirigeants politiques influents, ils ont pu influencer certains domaines des relations étrangères. Cela est particulièrement vrai au sujet de la politique envers le Liban. En 1982, l'Iran déploie 1 500 gardiens de la révolution à Baalbek au Liban, pour organiser, fournir et entraîner le Hezbollah. L'Iran a diminué son aide au mouvement libanais mais continue tout de même à armer le Hezbollah et l'encourage à maintenir une capacité militaire significative. De plus, Téhéran a aussi soutenu des mouvements chiites en Iraq, à Bahreïn, en Arabie saoudite, en Afghanistan. Après la guerre du Golfe de 1991, l'Iran a aussi tissé des liens avec le Hamas, le Jihad islamique palestinien et d'autres mouvements sunnites à qui ils ont donné des financements limités, profitant du mécontentement croissant envers les États-Unis.
Néanmoins, l'exportation de la révolution ne cadre pas avec le désir d'ouverture de l'Iran, et certains auteurs comme Olivier Roy ou Thierry Dufour pensent que le concept d'exportation de la révolution s'est évanoui dès les premières années du régime.

#### Programme nucléaire iranien
Le programme nucléaire iranien est un sujet conflictuel entre l'Iran et les pays occidentaux. Les Iraniens voient la puissance nucléaire comme un moyen de diversifier les sources d'énergie et d'affirmer son rôle politique international. Les Iraniens, pratiquement tous les candidats politiques et le gouvernement actuel sont d'accord sur ce point : l'Iran devrait développer son industrie nucléaire civile, car ils ne peuvent accepter que d'autres pays, comme Israël, l'Inde ou le Pakistan soient dotés de l'énergie atomique en dehors du cadre du Traité de non-prolifération (TNP). Les gouvernements occidentaux pensent que le programme nucléaire civil possède des intentions cachées, dont l'introduction possible d'armes nucléaires,. L'Iran a ratifié le TNP en 1970, ce qui l'engage à ne pas fabriquer d'armes nucléaires et à ne pas essayer de s'en procurer. Cependant, l'Agence internationale de l'énergie atomique (AIEA) croit que la récente non-coopération iranienne rend impossible la conduite d'inspections afin de s'assurer que la technologie n'est pas détournée pour un usage militaire, comme le déclare un rapport de son directeur général le 31 août 2006.